# Никола Табаков (учител)
Никола Захариев Табаков е български учител.

## Биография
Роден е през 1891 година в Сливен. През 1909 година завършва гимназия в родния си град, а през 1915 година славянска филология. Учителства в Сливен (1919 – 1934), Варна, Бургас (1927 – 1938) и София (1941 – 1958). Член е на Висшия учебен комитет при Министерството на просвещението (1928 – 1941). Редактор е на списание „Училищен преглед“ (1931 – 1933). Автор е на публикации по проблемите на възпитанието и образованието. Проучва живота и делото на Добри Чинтулов, Петър Берон, Братя Миладинови, Петко Славейков и други. Умира през 1975 година в София.